# Johnny Tillotson

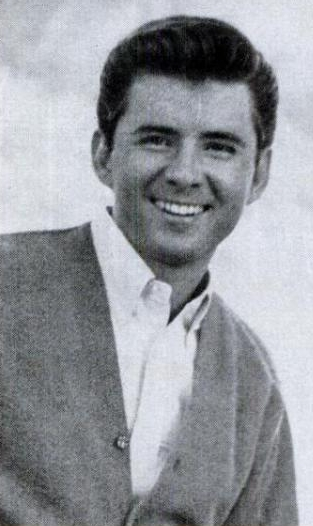
Johnny Tillotson (1965)

Johnny Tillotson (* 20. April 1938 in Jacksonville, Florida als John Causey Tillotson; † 1. April 2025 in Los Angeles, Kalifornien) war ein US-amerikanischer Rockabilly-, Pop- und Country-Sänger sowie Songwriter. Er konnte zwischen Ende der 1950er- und Mitte der 1960er-Jahre viele Charterfolge verbuchen. Sein größter Hit war Poetry in Motion aus dem Jahr 1960.

## Leben und Wirken
Tillotson wuchs in Palatka, Florida, auf. Mitte der 1940er-Jahre machte er erste Radio-Aufnahmen und trat mit neun Jahren in der Show Young Folks Revue auf. 
Einen Plattenvertrag (mit Cadence Records, dem Label der Everly Brothers) schloss er 1958 ab und hatte mit Well I’m Your Man seinen ersten Hit in den USA. Insgesamt brachte er dort bis 1966 25 Singles in die Top 100, davon 14 in die Top 40. Weiterhin hatte er auch Erfolge in den US-Country-Charts, u. a. mit den balladesken Send Me the Pillow That You Dream On und Dreamy Eyes. Tillotson war besonders bei Teenagern beliebt.
In Deutschland kam ein Titel in die Hitparaden, nämlich sein größter Hit Poetry in Motion. Dieses Lied erreichte Platz zwei in den US-Charts sowie Platz eins in Großbritannien. Außerdem stand Tillotsons Song You Can Never Stop Me Loving You – selbst eine Coverversion des britischen Hits von Kenny Lynch – in der deutschsprachigen Version von Bernd Spier (Das kannst du mir nicht verbieten) 1964 fünf Wochen lang auf Platz eins. Sein selbstgeschriebener und 1962 veröffentlichter Song It Keeps Right on A-Hurtin wurde später von diversen Künstlern wie Elvis Presley, Dean Martin, Bobby Darin und Wanda Jackson gecovert. Für diesen Song erhielt Tillotson auch seine erste von zwei Grammy-Nominierungen (die zweite 1965 für das Lied Heartaches by the Number).
Wie für viele amerikanische Künstler seiner Ära endete Tillotsons Zeit als Chartkünstler im Popbereich um 1965 durch die British Invasion. Als Sänger und auch als Songschreiber folgten noch kleinere Hits in den Country-Charts. Vereinzelte Versuche als Schauspieler (darunter in dem Film The Fat Spy von 1966) brachten keinen Erfolg, aber als Showsänger hatte er in der Folge große Auftritte in Las Vegas, Lake Tahoe und Reno. Bis 1990 nahm er weitere Singles auf, und bis in die 2010er-Jahre tourte er als Musiker.
Tillotson starb im April 2025 im Alter von 86 Jahren in Los Angeles. Er hinterließ seine Ehefrau Nancy, einen Sohn und eine Stieftochter.

## Diskografie

### Alben
| Jahr | Titel Musiklabel                              | Höchstplatzierung, Gesamtwochen, AuszeichnungChartsChartplatzierungen (Jahr, Titel, Musiklabel, Platzierungen, Wochen, Auszeichnungen, Anmerkungen) | Anmerkungen |
| Jahr | Titel Musiklabel                              | US | Anmerkungen |
| ---- | --------------------------------------------- | --- | ----------- |
| 1962 | Johnny Tillotson’s Best Cadence CLP 3052      | US120 (5 Wo.)US |             |
| 1962 | It Keeps Right On A-Hurtin’ Cadence CLP 25058 | US8 (30 Wo.)US |             |
| 1964 | Talk Back Trembling Lips MGM E-4188           | US48 (14 Wo.)US |             |
| 1965 | She Understands Me MGM E-4270                 | US148 (3 Wo.)US |             |

Weitere Alben
- 1959: This Is Johnny Tillotson
- 1960: Johnny Tillotson (EP)
- 1963: You Can Never Stop Me Loving You
- 1964: The Tillotson Touch
- 1965: That’s My Style
- 1965: Johnny Tillotson Sings Our World
- 1966: No Love at All
- 1966: The Christmas Touch
- 1966: Johnny Tillotson Sings Tillotson
- 1967: Here I Am
- 1969: Tears on My Pillow
- 1970: Johnny Tillotson
- 1977: Johnny Tillotson

### Kompilationen
- 1962: Johnny Tillotson’s Best
- 1968: The Best of Johnny Tillotson
- 1972: The Very Best of Johnny Tillotson
- 1977: Greatest
- 1984: Scrapbook
- 1990: All the Early Hits – and More!!!!
- 2001: 25 All-Time Greatest Hits
- 2011: Outtakes
- 2013: Poetry in Motion
- 2014: Travelin’ on Foreign Grounds

### Singles
| Jahr | Titel Album                                                                 | Höchstplatzierung, Gesamtwochen, AuszeichnungChartplatzierungen (Jahr, Titel, Album, Platzierungen, Wochen, Auszeichnungen, Anmerkungen) | Höchstplatzierung, Gesamtwochen, AuszeichnungChartplatzierungen (Jahr, Titel, Album, Platzierungen, Wochen, Auszeichnungen, Anmerkungen) | Höchstplatzierung, Gesamtwochen, AuszeichnungChartplatzierungen (Jahr, Titel, Album, Platzierungen, Wochen, Auszeichnungen, Anmerkungen) | Höchstplatzierung, Gesamtwochen, AuszeichnungChartplatzierungen (Jahr, Titel, Album, Platzierungen, Wochen, Auszeichnungen, Anmerkungen) | Anmerkungen                                                                      |
| Jahr | Titel Album                                                                 | DE | UK | US | Country | Anmerkungen                                                                      |
| ---- | --------------------------------------------------------------------------- | --- | --- | --- | --- | -------------------------------------------------------------------------------- |
| 1958 | Dreamy Eyes Johnny Tillotson’s Best                                         | — | — | US35 (23 Wo.)US | — | Platzierung erst bei Wiederveröffentlichung 1961                                 |
| 1958 | Well I’m Your Man –                                                         | — | — | US87 (3 Wo.)US | — | B-Seite von Dreamy Eyes                                                          |
| 1959 | True True Happiness Johnny Tillotson’s Best                                 | — | — | US54 (9 Wo.)US | — |                                                                                  |
| 1960 | Why Do I Love You So Johnny Tillotson’s Best                                | — | — | US42 (14 Wo.)US | — |                                                                                  |
| 1960 | Earth Angel Johnny Tillotson’s Best                                         | — | — | US57 (7 Wo.)US | — | Original: The Penguins (1954)                                                    |
| 1960 | Pledging My Love –                                                          | — | — | US63 (6 Wo.)US | — | B-Seite von Earth Angel                                                          |
| 1960 | Poetry in Motion Johnny Tillotson’s Best                                    | DE38 (8 Wo.)DE | UK1 (15 Wo.)UK | US2 (15 Wo.)US | — |                                                                                  |
| 1961 | Jimmy’s Girl Johnny Tillotson’s Best                                        | — | UK43 (2 Wo.)UK | US25 (11 Wo.)US | — |                                                                                  |
| 1961 | Without You Johnny Tillotson’s Best                                         | — | — | US7 (13 Wo.)US | — |                                                                                  |
| 1962 | It Keeps Right On A-Hurtin’                                                 | — | UK31 (10 Wo.)UK | US3 (14 Wo.)US | Country4 (13 Wo.)Country |                                                                                  |
| 1962 | Send Me the Pillow You Dream On It Keeps Right On A-Hurtin’                 | — | UK21 (10 Wo.)UK | US17 (9 Wo.)US | Country11 (10 Wo.)Country |                                                                                  |
| 1962 | I Can’t Help It (If I’m Still in Love with You) It Keeps Right On A-Hurtin’ | — | UK41 (6 Wo.)UK | US24 (9 Wo.)US | — | Original: Hank Williams (1951); auf einer Single mit I’m So Lonesome I Could Cry |
| 1962 | I’m So Lonesome I Could Cry It Keeps Right On A-Hurtin’                     | — | — | US89 (1 Wo.)US | — | Original: Hank Williams (1949); auf einer Single mit I Can’t Help It             |
| 1963 | Out of My Mind –                                                            | — | UK34 (5 Wo.)UK | US24 (10 Wo.)US | — |                                                                                  |
| 1963 | You Can Never Stop Me Loving You                                            | DE1 (28 Wo.)DE | — | US18 (10 Wo.)US | — |                                                                                  |
| 1963 | Funny How Time Slips Away It Keeps Right on A-Hurtin’                       | — | — | US50 (6 Wo.)US | — | Autor: Willie Nelson                                                             |
| 1963 | Talk Back Trembling Lips                                                    | — | — | US7 (13 Wo.)US | — | Original: Ernest Ashworth (1963)                                                 |
| 1964 | I’m a Worried Guy Talk Back Trembling Lips                                  | — | — | US37 (7 Wo.)US | — |                                                                                  |
| 1964 | I Rise, I Fall The Tillotson Touch                                          | — | — | US36 (8 Wo.)US | — |                                                                                  |
| 1964 | Worry The Tillotson Touch                                                   | — | — | US45 (10 Wo.)US | — |                                                                                  |
| 1964 | She Understands Me                                                          | — | — | US31 (11 Wo.)US | — | 1966 ein US-Nummer-40-Hit für Bobby Vinton unter dem Titel Dum-De-Da             |
| 1965 | Angel Johnny Tillotson Sings                                                | — | — | US51 (7 Wo.)US | — | aus dem Film Diese Calloways (Disney-Produktion)                                 |
| 1965 | Then I’ll Count Again That’s My Style                                       | — | — | US86 (4 Wo.)US | — |                                                                                  |
| 1965 | Heartaches by the Number That’s My Style                                    | — | — | US35 (8 Wo.)US | — | Original: Ray Price (1959)                                                       |
| 1965 | Our World Johnny Tillotson Sings                                            | — | — | US70 (6 Wo.)US | — |                                                                                  |
| 1968 | You’re the Reason The Best of Johnny Tillotson                              | — | — | — | Country48 (10 Wo.)Country |                                                                                  |
| 1968 | I Can Spot a Cheater –                                                      | — | — | — | Country63 (6 Wo.)Country |                                                                                  |
| 1977 | Toy Hearts Johnny Tillotson                                                 | — | — | — | Country99 (1 Wo.)Country |                                                                                  |
| 1979 | Poetry in Motion / Princess Princess Johnny Tillotson’s Best                | — | UK67 (2 Wo.)UK | — | — | Wiederveröffentlichung                                                           |
| 1984 | Lay Back (In the Arms of Someone) –                                         | — | — | — | Country91 (2 Wo.)Country |                                                                                  |

Weitere Singles
- 1958: I’m Never Gonna Kiss You (mit Genevieve)
- 1966: Me, Myself and I
- 1966: No Love at All
- 1966: Open Up Your Heart
- 1966: Christmas Is the Best of All
- 1967: Tommy Jones
- 1967: Don’t Tell Me It’s Raining
- 1968: I Can Spot a Cheater
- 1968: Why So Lonely
- 1968: Letter to Emily
- 1969: Tears on My Pillow
- 1969: Joy to the World
- 1969: Raining in My Heart
- 1970: Susan
- 1970: I Don’t Believe in If Anymore
- 1971: Apple Bend
- 1971: Welfare Hero
- 1971: Make Me Believe
- 1973: Your Love’s Been a Long Time Comin’
- 1973: If You Wouldn’t Be My Lady
- 1973: I Love How She Needs Me
- 1974: Till I Can’t Take It Anymore
- 1975: Big Ole Jean
- 1975: Right Here in Your Arms
- 1976: Summertime Lovin’
- 2010: Not Enough